# Ignác Jaksch (kanovník)
ThDr. Ignác Jaksch (1792 Wartenberk – 23. března 1857), byl český římskokatolický duchovní, skutečný rada při Českém místodržitelství a sídelní kanovník Katedrální kapituly u sv. Štěpána v Litoměřicích do roku 1857.

## Život
Na kněze byl vysvěcen v roce 1815. Založil na popud Vincence Zahradníka, nejnadanějšího a nejhorlivějšího žáka Bolzanova „Jahrbuch für Lehrer, Eltern und Erzieher“, nejvýznamnější školní časopis předbřeznového Rakouska (doba mezi roky 1804 – březen 1848). Časopis došel brzy značného rozšíření a vycházel v nákladu více než 3000 kusů. Jeho spolupracovníky byli hlavně přátelé a žáci Bolzánovi. Bývá někdy zaměňován s příbuzným téhož jména Ignácem Jakschem, který však byl hornopolickým arciděkanem a čestným kanovníkem v litoměřické kapitule.